# Walsura monophylla
Walsura monophylla är en tvåhjärtbladig växtart som beskrevs av Adolph Daniel Edward Elmer och Merrill. Walsura monophylla ingår i släktet Walsura och familjen Meliaceae. Inga underarter finns listade i Catalogue of Life.